# Fernando Siro
Francisco Ángel Luksich, més conegut com a Fernando Siro (Villa Ballester, Buenos Aires, 5 d'octubre de 1931 - Buenos Aires, 4 de setembre de 2006), va ser un actor, guionista i director de cinema argentí.

## Inicis en la vida artística
Des de la seva joventut es va sentir atret per l'actuació, un fet que el va portar en 1950, als 19 anys, a debutar al cinema en la pel·lícula El otro yo de Marcela -dirigida per Alberto de Zavalía-, protagonitzada per Delia Garcés i Alberto Closas.
La ràdio també va ser l'escenari dels seus primers passos en els anys 1950 quan en l'auge del radioteatro a l'Argentina, amb la seva personal veu i dicció, va ser protagonista de diverses tires acompanyat per actrius de la talla de Hilda Bernard, Eva Dongé, Beatriz Día Quiroga i Silvia Montanari, entre d'altres.
En els primers anys de la televisió argentina, Siro va ser una cara recurrent especialment en les telenovel·les vespertines, entre les quals es va destacar La tarda de Palmolive, en el vell Canal 7.

## Teatre
Fernando Siro va ser protagonista de més de 60 obres de teatre, amb una forta dedicació als clàssics contemporanis com Un tranvía llamado deseo de Tennessee Williams; Anna Karenina de Lev Tolstoi; Una mujerzuela irrespetuosa de Jean Paul Sartre i Panorama desde el puente, d'Arthur Miller. Va ser cap de companyia de diverses obres de teatre en Espanya a mitjan anys 1960. A Buenos Aires, va destacar a Necesito un tenor.

## Cinema

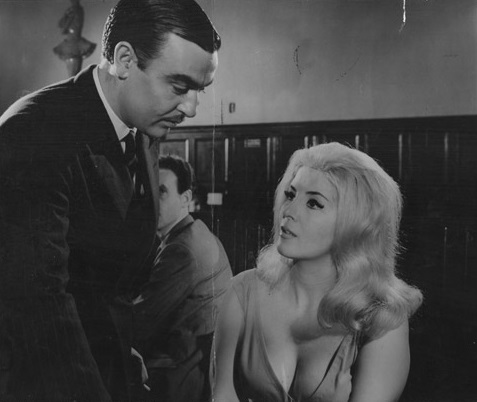
Fernando Siro i Libertad Leblanc (1938-) a la pel·lícula María M. (1964).

Pels seus començaments com a actor en la pantalla gran, Siro reuniria coneixements que ho portarien a convertir-se en director amb un gran reconeixement de crítica i públic; la seva òpera preval va ser l'adaptació d'un conte (El pecado necesario) de l'escriptor Dalmiro Sáenz - amb el títol Nadie oyó gritar a Cecilio Fuentes -, el 1965, que també el va tenir com a protagonista, al costat de Walter Vidarte i Elena Cruz, la seva esposa. La pel·lícula va guanyar a l'any següent la Conquilla de Plata del prestigiós Festival Internacional de Cinema de Sant Sebastià, situació que a més li va obrir les portes del mercat espanyol, on triomfaria a més en la pantalla noia en la reeixida comèdia La familia Colón, a la fi de la dècada.
Torna a l'Argentina i protagonitza, en 1971, la pel·lícula de temàtica històrica Argentino hasta la muerte (sobre la Guerra de la Triple Aliança), dirigida per Fernando Ayala, amb guió de Félix Luna.
No obstant això, durant els anys 1970 va abandonar el cinema compromès i va ser productor, guionista i director d'una sèrie de pel·lícules "picaresques" que es van posar de moda per aquests anys com van ser Autocine Mon Amour (1972) i El divorcio está de moda (1974), una sèrie que reprendria amb Las colegialas se divierten (1986), ja en un to més fort.
El cinema popular el va tenir com un dels directors més pretesos de la indústria i va ser l'impulsor d'una sèrie de films que van unir comercialment dos fets molt productius: actors taquillers de televisió i la música del moment.
En aquesta línia van arribar les seves realitzacions Los éxitos del amor (1979) i Las vacaciones del amor (1981), amb gran èxit.
Va tenir una prolífica carrera en la pantalla gran en la qual va treballar en més de 50 pel·lícules i va dirigir 23, a més d'escriure una desena de guions en més de 45 anys de trajectòria, variant des d'adaptacions literàries al gènere musical -La canción de Buenos Aires (1980) -, o de la comèdia al subgènere de terror -Seis pasajes al Infierno (1976) -.
Va ser un dels protagonistes, en 1992, de la pel·lícula ¿Dónde estás amor de mi vida que no te puedo encontrar? de Juan José Jusid i de Perdido por perdido, òpera prima de Alberto Lecchi, en 1993. Dirigeix per última vegada en 1997 la pel·lícula costumista Sapucay, mi pueblo!, amb l'actuació de Luis Landriscina.
També va intervenir a la pel·lícula Un argentino en Nueva York, en 1998.
Les seves últimes participacions cinematogràfiques van ser en 2000 quan va treballar en el policial Buenos Aires Plateada, dirigida per Luis Barone i també com a actor en la comèdia Apariencias, amb Adrián Suar i Andrea del Boca.

## Televisió
En els anys 1960, Fernando Siro es va ficar de ple en la televisió portenya on va sobresortir en programes com Aquí a las seis, El Club del Clan i La Familia Falcón. En 1970 va produir la sèrie de terror Esta noche... miedo, emesa per Canal 13.
Va integrar en diverses temporades, diferents etapes del cicle del programa Matrimonios y algo más, creació de Hugo Moser.
Sense dubtes, el personatge que més conegut el va fer en aquesta telecomedia va ser Cornichelli, l'home casat que sempre trobava a la seva esposa acompanyada en el dormitori i era convençut, per la dona i el seu amant, que la situació no era com ell la veia.
A més durant moltes temporades va ser el conductor del cicle, el responsable d'embastar i presentar els diferents segments del programa que va arribar a ser un dels de major audiència de la TV argentina.

## Últims anys: polèmica i repudi
El 24 de març de 2001, al costat de la seva dona, l'actriu Elena Cruz, van acompanyar una manifestació de reivindicació de la dictadura, al costat d'una trentena de persones enfront del domicili de l'ex dictador Jorge Rafael Videla, en el barri porteny de Belgrano, en el dia en què es complien 25 anys del Cop d'estat de 1976.
Per aquesta aparició pública, alguns membres pertanyents a organismes i agrupacions defensores de Drets Humans ho van atacar a cops, a ell i a la seva dona Elena Cruz en 2003, i forçaren la seva expulsió de l'Asociación Argentina de Actores (AAA), el 5 d'abril del mateix any.
En els seus últims anys la seva salut es va deteriorar notablement (va patir de càncer i degué ser intervingut quirúrgicament per a extirpar-li un pulmó). Al moment de la seva mort, en 2006, li va ser negat el reconeixement a ser inhumat en el "Panteó d'Actors" del Cementiri de Chacarita.

## Filmografia

### Com a actor
- Apariencias (2000)
- El humor de Café Fashion (1999)
- Un Argentino en New York (1998)
- Sapucay, mi pueblo (1997)
- Muchas gracias, maestro (1993) (inèdita)
- Perdido por perdido (1993)
- ¿Dónde estás amor de mi vida que no te puedo encontrar? (1992)
- El viaje (1992)
- Extermineitors II: La Venganza del Dragón (1990)
- Yo tenía un plazo fijo (1990)
- Paraíso Relax (1988)
- Sur (1988)
- Las aventuras de Tremendo (1986)
- Venido a menos (1984)[5]
- Buenos Aires Tango (1982)
- Abierto día y noche (1981)
- Te rompo el rating (1981)
- Tiro al aire (1980)
- Días de ilusión (1980)
- Comandos azules (1980)
- La canción de Buenos Aires (1980)
- El rey de los exhortos (1979)
- Los días que me diste (1975)
- Siempre fuimos compañeros (1973)
- Este loco, loco, Buenos Aires (1973)
- El mundo que inventamos (1973)
- Autocine mon amour (1972)
- Y que patatín...y que patatán (1971)
- Argentino hasta la muerte (1971)
- ¡Qué noche de casamiento! (1969)
- El salame (1969)
- Amor libre (1969)
- Amor y un poco más (1968)
- La muchacha del cuerpo de oro (1967)
- Necesito una madre (1966)
- Los hipócritas (1965)
- Esta noche mejor no (1965)
- Nadie oyó gritar a Cecilio Fuentes (1965)
- Cuidado con las colas (1964)
- María M. (1964)
- Mujeres perdidas (1964) Veu en off anunciant els crèdits
- El Club del Clan (1964)
- Bajo un mismo rostro (1962)
- Del cuplé al tango (1958)
- Canario rojo (1955)
- Pájaros de cristal (1955)
- Barrio gris (1954)
- Crisol de hombres (1954)
- La calle del pecado (1954)
- Los problemas de papá (1954)
- Sucedió en Buenos Aires (1954)
- La calle junto a la luna (1951)
- Suburbio (1951)
- Juan Mondiola (1950)
- El otro yo de Marcela (1950)

### Com a director
- Sapucay, mi pueblo (1997)
- Las colegialas se divierten (1986)
- Esto es vida (1982)
- Seis pasajes al infierno (1981)
- Las vacaciones del amor (1981)
- La canción de Buenos Aires (1980)
- Los éxitos del amor (1979)
- El divorcio está de moda (de común acuerdo) (1978)
- La nueva cigarra (1977)
- Allá donde muere el viento (1976)
- Los días que me diste (1975)
- Contigo y aquí (1974)
- En el gran circo (1974)
- Siempre fuimos compañeros (1973)
- Este loco, loco, Buenos Aires (1973)
- El mundo que inventamos (1973)
- Autocine mon amour (1972)
- Me enamoré sin darme cuenta (1972)
- El salame (1969)
- Amor libre (1969)
- Lo prohibido está de moda (1968)
- Necesito una madre (1966)
- Nadie oyó gritar a Cecilio Fuentes (1965)

### Com a guionista
- ¿Los piolas no se casan? (1981)
- Las vacaciones del amor (1981)
- La canción de Buenos Aires (1980)
- Donde duermen dos... duermen tres (1979)
- La carpa del amor (1979)
- La nueva cigarra (1977)
- Vuelvo a vivir, vuelvo a cantar (1971)
- El salame (1969)
- Amor libre (1969)
- Lo prohibido está de moda (1968)